# Georg Christoph Hamberger
Georg Christoph Hamberger (* 28. März 1726 in Feuchtwangen; † 8. Februar 1773 in Göttingen) war Professor der Philologie, Literatur und Gelehrtengeschichte an der Universität Göttingen.

## Leben
Georg Christoph war der Sohn des Diakons Jakob Wilhelm Hamberger (* 7. September 1684 in Ansbach; † 17. August 1737 in Feuchtwangen)  und dessen am 17. Juli 1716 geheirateten Ehefrau Johanna Juliana Katharina Hußwedel (* Solnhofen; † 14. Januar 1773 in Feuchtwangen). Er besuchte das Gymnasium in Ansbach und 1746 die Universität Göttingen. Hier  erwarb er sich 1751 den akademischen Grad eines Magisters der Philosophie, wurde Mitglied des philosophischen Seminars und Kustos der Universitätsbibliothek. 1755 avancierte er zum außerordentlichen Professor der Philosophie, wurde 1763 ordentlicher Professor der Philosophie und Literaturgeschichte und zweiter Bibliothekar der Universitätsbibliothek in Göttingen. Zudem war er von 1756 bis 1762 Sekretär der königlichen Akademie der Wissenschaften zu Göttingen, deren ordentlicher Zuhörer war er schon seit 1753. Als Literaturhistoriker und Lexikograph begründete er die bibliographische Reihe Das gelehrte Teutschland oder Lexicon der jetztlebenden teutschen Schriftsteller, die später von Johann Georg Meusel weitergeführt wurde und heute noch unter dem Namen „Hamberger/Meusel“ bekannt ist und aktualisiert wird.

## Werke
- Zuverlässige Nachrichten von den vornehmsten Schriftstellern vom Anfange der Welt bis 1500. Theile 1–4. Meyer, Lemgo 1756–1764 (Internet Archive: Erster Theil Zweiter Theil Dritter Theil Vierter Theil).
- Kurze Nachrichten von den vornehmsten Schriftstellern vor dem sechszehnden Jahrhundert in einem Auszuge aus seinem größern Werke. Meyer, Lemgo 1766–1767 (Google Buchsuche: Erste Abtheilung Zweyte Abtheilung).
- als Hrsg.: Das gelehrte Teutschland oder Lexicon der jeztlebenden teutschen Schriftsteller. Abschnitte 1–3 und Nachtrag 1–2. Meier, Lemgo 1767–1770 (Internet Archive: Erster Abschnitt (Achenwall – Hunold) Zweiter Abschnitt (Jacobi – van Swieten) Dritter Abschnitt (Taddel – Zwinger) Erster Nachtrag), fortgeführt von J. G. Meusel, 24 Bände, 5. Auflage Lemgo 1796–1834; Neudruck Hildesheim 1965–1979.